# John D. und Catherine T. MacArthur Foundation
Die John D. and Catherine T. MacArthur Foundation ist eine Stiftung, die der amerikanische Versicherer John D. MacArthur (1897–1978) – gemeinsam mit seiner Ehefrau Catherine MacArthur (1909–1981) – gründete.
Sie vergibt seit 1981 die aktuell mit 625.000 US-Dollar über fünf Jahre dotierten Stipendien „MacArthur Fellowships“ für kreative Köpfe und Wissenschaftler in den USA. Die MacArthur Foundation unterstützt mehrere Aktivitäten und Organisationen im In- und Ausland, unter anderem das Public Broadcasting System (PBS), das öffentliche Fernsehen der USA.
Der Preis hat in den USA hohes Ansehen und wird dort auch als Genius Award bezeichnet.

## Geschichte
William T. Kirby, der Rechtsanwalt von John MacArthur, und Paul Doolen, sein CFO, schlugen vor, dass die MacArthurs eine Stiftung gründen sollten, die von ihrem enormen Vermögen gespeist werden sollte. Die Stiftungsurkunde war zwei Seiten lang und in einem einfachen Englisch von Kirby verfasst worden.
Als John D. MacArthur am 6. Januar 1978 starb, hatte er ein Vermögen von über einer Milliarde US-Dollar und war laut Berichten damit einer der drei reichsten Menschen der Vereinigten Staaten. 92 % seines Nachlasses gingen als Stiftungskapital an die John D. and Catherine T. MacArthur Foundation, über die Verwendung der Mittel gab er keine Anweisungen. Im ersten Aufsichtsrat der Stiftung, der von John D. MacArthur testamentarisch festgelegt wurde, saßen Catherine T. MacArthur (seine Witwe), J. Roderick MacArthur (sein Sohn aus erster Ehe), zwei weitere leitende Angestellte der Bankers Life and Casualty, sowie Radiomoderator Paul Harvey.
Der erste Verwaltungsratsvorsitzende der Stiftung war Doolen, der die Position von 1978 bis 1984 innehatte. John Corbally war der erste Vorsitzende der Stiftung von 1979 bis 1989, ihm folgte Adele Simmons als Vorsitzende der Stiftung von 1989 bis 1999. Jonathan Fanton war Vorsitzender von MacArthur 1999 bis 2009. Von Juli 2009 bis zu seiner Entlassung 2014 war Robert Gallucci, ehemaliger Direktor der Georgetown University School of Foreign Service, Vorsitzender der MacArthur Foundation. Seither ist Julia Stasch Präsidentin der Stiftung. Neben dem Hauptsitz in Chicago, unterhält die Organisation auch Büros in Mexiko, Indien, Nigeria und Russland.